# Thập niên 1630

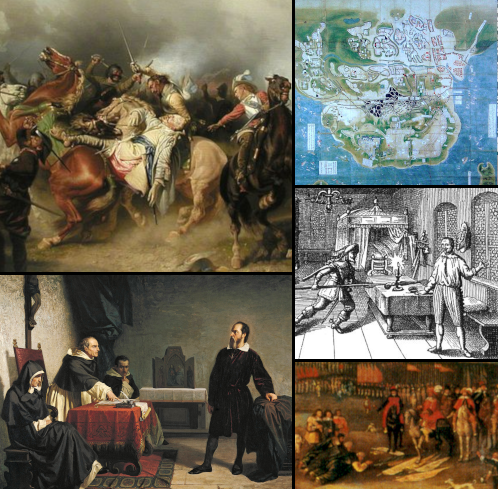
Một ảnh tổng hợp về các sự kiện đáng chú ý trong những năm 1630: Cái chết của Gustavus Adolphus trong Trận Lützen năm 1632; cuộc bao vây Lâu đài Hara trong Cuộc nổi dậy Shimabara 1637-1638; vụ ám sát tướng Albrecht von Waldstein năm 1634; Người Nga đầu hàng người Ba Lan-Litva sau Cuộc vây hãm Smolensk năm 1634; Phiên tòa xét xử Galileo Galilei năm 1633

Thập niên 1630 là thập niên diễn ra từ năm 1630 đến 1639.